# Tenararo
Tenararo ist ein Atoll des Tuamotu-Archipels in Französisch-Polynesien. Es gehört zu den Actéon-Inseln und stellt dort das kleinste Atoll der Actéongruppe dar. Administrativ gehört Tenararo zur Gemeinde Gambier. Die Lagune der Insel hat keinen Zugang zum Meer. Außerdem hat das Atoll einen kleinen Landeplatz. 
Auf dem Atoll sind viele endemische Vogelarten heimisch.